# Jingwang (Ji Gui)
Król Jing z dynastii Zhou (chiński: 周景王; pinyin: Zhōu Jĭng Wáng) – dwudziesty czwarty władca tej dynastii i dwunasty ze wschodniej linii dynastii Zhou. Rządził w latach 544-520 p.n.e. Jego następcą został jego syn, Daowang.